# Mártires del Compás
Mártires del Compás fue un grupo musical español de nuevo flamenco, creado en Sevilla en 1992 y disuelto en 2007. Durante estos años publicaron siete álbumes. Su voz y principal estandarte fue Chico Ocaña y crearon un estilo al que se conoció como "flamenco billy" por el nombre de su primer álbum.

## Historia

### Inicios
A finales de los años 1980, Chico Ocaña llega a Sevilla y comienza a juntarse con otros músicos como Kiko Veneno, Joselito (Charamusco) y Raúl (hijo de Martirio), que más tarde formarían "Caraoscura".
Sus primeros seguidores fueron Alberto Álvarez (percusiones) y Marco Aguilar (guitarra), con los que finalmente funda el grupo, marchándose Marco e incorporándose Julio Revilla (guitarra), el senegalés Sidy Samb (percusiones), el pintor Jesús Díaz Benjumea (bajo) y al guitarrista sevillano Manuel Soto "Noly". En este periodo, Alberto deja la batería para hacerse cargo del "cajón Billy", una modificación personal del cajón peruano.
En abril de 1995, presentan su primer disco Flamenco Billy (CPS), con un sello propio que daría pie a la revolución del flamenco del 2000.
Justo un año después lanzarían Prohibido da el cante (CPS, 1996), y a pesar de no ser un disco tan vendido como el anterior les valió para representar a España en el Midem'96 de Cannes (en Francia).
En 1997 dan el salto a una compañía discográfica multinacional publicando Al Compás de la Llaga Dolorida (BMG, 1998) con Rocío Vázquez y Joana Jiménez a los coros. 
Su siguiente trabajo se llamaría Mordiendo el Duende (Detrour, 1999), editado por un sello francés, y sin Sidy Samb ni Joana Jiménez -triunfadora después en el programa de Canal Sur "Se llama copla"-. Este trabajo es distribuido por Warner, que se hace con ellos publicándoles sus siguientes discos.
Tres años después llega Empaquetado al Vacío (2002), donde además de los clásicos palos de flamenco como la rumba o los tangos nos encontramos con una gran diversidad de sabores del sur como son la bossa, el son cubano o el reggae.
En 2004 se publica su último álbum de estudio titulado Simpapeles.es Compapeles.son, y al año siguiente el recopilatorio 10 años (2005, CD y DVD).
Durante esos años realizan varias giras por España, por el continente europeo y también el americano -en el 11S están en Estados Unidos-. 
En 2005 con la dirección de Fernando de France ruedan la película Ar meno un quejío, un género híbrido entre la ficción y el documental con guion de Chico y el propio Fernando, que en 2006 se hace con la Biznaga de Plata del Festival de Cine de Málaga al mejor largometraje en la sección Zona Zine.
También su música aparece en las películas Año mariano (1999) de Karra Elejalde y Can Tunis (2007) de Paco Toledo y José González Morandi.

### Separación
En marzo de 2007, en mitad del proceso de composición de lo que iba a ser Recuerda Remember, su último disco como grupo, se acelera la separación entre Chico y el resto del grupo. Al desgaste propio del roce de tantos años juntos, se unen la diferencia de criterios ante las estrategias de recaudación que plantea Warner sobre los directos y los conflictos económicos que surgen con la oficina de management.
Pocas semanas después de la separación, Alberto Álvarez (cajón), Jesús Díaz Benjumea (bajo), Julio Revilla (guitarra) y Manuel Soto "Noly" (guitarra) se apresuran a crear Pellizco, junto a la cantante María José Luna, colaboradora habitual de Albert Pla. Graban en 2007 Cuando me tiras de la lengua, que publican en 2008 con su propio sello Kalentura Producciones. Posteriormente Julio y Alberto se embarcan en un nuevo proyecto llamado Doble Jack, y Manuel Soto graba su primer trabajo discográfico FLAMENCOSIS, quesale a la luz en 2011, producido por Julio Revilla, en el que también colaboran Alberto Álvarez (percusiones), Jesús Díaz Benjumea (bajo) y el mismo Julio Revilla (guitarras).
Por su parte, Chico Ocaña decide continuar en solitario, haciéndose acompañar de los guitarristas Antonio Borjas (del grupo catalán Los Remendaos) y Chemi López. Tras un año dedicados a componer y poner los nuevos temas en directo, los hermanos Joan (cajón) y Sergi García (bajo), ambos también de Los Remendaos, completan la banda que grabará Canciones de mesa camilla (EMI, 2010). En esos momentos le acompañan Chemi López (guitarra), Marco Aguilar (guitarra), Fernando Lamadrid (bajo) y Juanito Makandé (percusión).
En 2014 sale a la luz su segundo trabajo en solitario llamado De Piedra, distribuido por Warner, y acompañado por nuevos músicos.

### Reunión
En 2015, ocho años después de la separación, vuelven a unirse para una gira con motivo del 20 aniversario del disco "Flamenco Billy". Se reúne de nuevo el grupo original de Mártires del Compás y realizan una gira por el país, llamada "Hola y adiós".
En 2022 y 2023, en lo que parece el adiós definitivo del grupo, hacen una gira de despedida titulada "Adiós pa’ siempre".

## Discografía
- Flamenco Billy (1995 - Álbum)
- Prohibido da el cante (1996 - Álbum)
- Al Compás de la Llaga Dolorida (1998 BMG - Álbum)
- Mordiendo el Duende (1999 Warner - Álbum)
- Empaquetado al Vacío (2002 Warner - Álbum)
- Simpapeles.es Compapeles.son (2004 Warner - Álbum)
- Mártires del Compás - 10 años (2005 Warner - DVD + CD)

## Miscelánea
Largometrajes en los que aparece música de Mártires del Compás:
- Año mariano – Karra Elejalde (1999)
- Can Tunis – Paco Toledo y José González Morandi (2007)

### Película
- Ar meno un quejío - Fernando de France (2005)